# Sala församling
Sala församling är en församling som ingår i Sala-Norrby-Möklinta pastorat i Norra Västmanlands kontrakt i Västerås stift i Svenska kyrkan. Församlingen ligger i Sala kommun i Västmanlands län.

## Administrativ historik
Ur en äldre församling med detta namn utbröts denna församling 15 april 1624 benämnd Sala stadsförsamling och kvarvarande del fick namnet Sala landsförsamling. Stadsförsamlingen var sedan till 1879  moderförsamling i ett gemensamt pastorat. Från 1879 till 1962 utgjorde de två församlingarna egna pastorat. 1962 gick de två församlingarna samman under namnet Sala församling som därefter var moderförsamling i pastoratet Sala och Norrby som senast från 1998 även omfattade Möklinta församling.

## Organister
Lista över organister.
| Verksam         | Namn                        | Levnadstid | Övrigt                     |
| --------------- | --------------------------- | ---------- | -------------------------- |
| 1645            | Petrus Gabrielis            |            |                            |
| 1651-1656       | Johan Månsson               |            |                            |
| 1664            | Johan Kämpfer               |            |                            |
| 1672            | Anders Johansson            |            |                            |
| 1665, 1673-1692 | Natanael Skalskij           |            | Organist                   |
| 1680-1690       | Carl Sylvius                | -1690      | Organist.                  |
| 1691-1693       | Caspar Byhn                 |            | Organist.                  |
| 1693-1699       | Andreas Scarander den äldre | -1739      | Organist.                  |
| 1699-           | Hieronymus Hörner           | -1706      | Organist.                  |
| 1712-1717       | Petter Sahlén               |            | Organist.                  |
| 1717-1728       | Johan Daniel Meijer         | -1728      | Organist.                  |
| 1736-1750       | Lars Granqvist              | 1698-1750  | Organist.                  |
| 1757-1759       | Carl Dijkman                | -1771      | Organist                   |
| 1759-1767       | Niclas Söderström           | 1730-1810  | Organist och orgelbyggare. |
| 1767-           | Pehr Sahlin                 | 1739-1816  | Organist                   |
| 1814-1821       | Per Magnus Löfdahl          | 1768-1821  | Organist                   |
| 1822-           | Eric Lejdström              | -1792      | Organist                   |
| 1840-1866       | Johan Fredric Löfdahl       | 1815-1866  | Organist                   |
| nämnd 1893      | P. E. Dahlström             |            | Organist                   |
| 1960–1964       | Gösta Lennart Christiansson | 1932–      | Organist.                  |

## Kyrkor
- Sala landskyrka
- Sala Kristina kyrka